# Draconian
Draconian ist eine schwedische Gothic-Metal/Death-Doom-Band aus Säffle.

## Geschichte
1994 gründeten Johan Ericson (Doom:VS), Jesper Stolpe und Andy Hindenäs die Death-Metal-Band Kerberos. Ein halbes Jahr später trat Anders Jacobsson der Formation bei, die ihren Namen daraufhin in Draconian änderte.
Eine erste Demo, Shades of the Moon, erschien im Februar 1996. Eine weitere, In Glorious Victory, wurde im Januar 1997 aufgenommen, aufgrund der Unzufriedenheit der Band mit der Tonqualität des Materials jedoch nicht veröffentlicht. Nach mehreren Veränderungen im Line-Up ging Draconian zwischen 1998 und 1999 vermehrt auf Tour. Der Release des Albums The Closed Eye of Paradise wurde aufgrund erneuter Unzufriedenheit mit der Qualität der Produktion aufgeschoben. Nach verbesserten Aufnahmen erschien das Material schließlich als weitere Demo im August 1999.
In der Folgezeit arbeitete die Band hauptsächlich an neuen Songs und veränderte ihren Stil zu vornehmlich getragener und düsterer Musik hin. Nachdem 2002 mit Dark Oceans We Cry eine letzte Demo veröffentlicht worden war, kam ein Plattenvertrag mit Napalm Records zustande. Innerhalb der folgenden drei Jahre produzierte Draconian zwei Studioalben. Ein drittes Album wurde aufgrund der großen Nachfrage von Fans zugunsten einer EP mit Remakes älterer Stücke aufgeschoben und schließlich am 29. Februar 2008 veröffentlicht.
Nach einigen Konzerten in Russland, der Türkei und beim Wave Gotik Treffen in Deutschland arbeitete die Band intensiv an neuem Songmaterial.
Für Promotionzwecke wurde Ende Juni 2011 ein Video für den Song The Last Hour of Ancient Sunlight produziert. Dieser Song ist auch auf dem neuen Album mit dem Titel A Rose for the Apocalypse vertreten, welches am 24. Juni 2011 veröffentlicht wurde.
Im Oktober 2011 trat die Band beim Metal Female Voices Fest in Belgien auf. Dies war das letzte Konzert von Draconian mit Sängerin Lisa Johansson.
Am 15. November 2011 gab Draconian bekannt, dass Johansson aus familiären Gründen die Band mit sofortiger Wirkung verlasse. Laut ihres offiziellen Statements auf der Homepage der Band fühle sie sich nicht mehr in der Lage, ihr volles Engagement in die Band einzubringen. Der Rest der Band suchte daraufhin nach einem geeigneten Ersatz.
Während der Suche nach einer neuen Sängerin kam in sozialen Netzwerken eine Fanbewegung auf, die Draconian dazu bewegen sollte, bei der aus Südafrika stammenden Sängerin Aleah Starbridge anzufragen. Aleah, die bereits häufig Gastsängerin der Band Swallow the Sun gewesen war, bekam daraufhin tatsächlich das Angebot von Draconian, die neue Sängerin der Band zu werden. Aleah lehnte jedoch ab, da sie mit der Arbeit für ihre eigene Band, Trees of Eternity, und deren Debütalbum völlig ausgelastet sei. Sie ließ jedoch die Option für einen Gastauftritt bei künftigen Albumaufnahmen von Draconian offen. Aleah Starbridge verstarb am 18. April 2016 im Alter von 39 Jahren an den Folgen einer Krebserkrankung. Auf sozialen Netzwerken bekundeten, neben zahlreichen andere Bands, auch Draconian ihre Anteilnahme an ihrem Tod.
Am 19. September 2012 gab die Band offiziell auf ihrer Webseite bekannt, dass die Suche nach einer neuen Sängerin mit der Verpflichtung von Heike Langhans ein Ende gefunden hat.
Die damals noch in Südafrika lebende Sängerin, die bereits bei anderen Metalbands für den Gesang verantwortlich war, wanderte daraufhin in einem langwierigen Prozess nach Schweden aus. Neben Draconian verfolgt Langhans auch weiter ihr eigenes Musikprojekt mit dem Namen :LOR3L3I: (stilisierte Schreibweise von 'Lorelei').
Seit Ende 2014 arbeiteten Draconian an ihrem nächsten Studioalbum. Bei ihrem ersten Konzert mit Heike Langhans, auf dem Metal Female Voices Fest 2014, spielten sie u. a. bereits einen neuen Song mit dem Titel Dishearten. Das Album Sovran erschien am 30. Oktober 2015.
Seit dem Austritt von Frederic Johansonn 2015 hält Heike Langhans Ex-Lebensgefährte und Sänger der Band Crippled Black Phoenix Daniel Änghede die Position am Bass.
Da Heikes Einbürgerung in Schweden noch immer nicht abgeschlossen ist, kommt es häufiger zu Problemen mit ihren Visa. Aus diesem Grund wird sie regelmäßig bei Liveauftritten von der irischen Sängerin Lisa Cuthbert vertreten. So z. B. bei dem Auftritt zu Doom Over London 2015, bei einem Konzert in Moskau 2016 und dem Festival 70000 Tons of Metal in der Karibik im Februar 2017.
Im Mai 2020 kündigten Draconian über verschieden soziale Medien an, dass ihr nächstes Studioalbum am 30. Oktober 2020 veröffentlicht werde. Das Album mit dem Titel Under a Godless Veil thematisiert die Weltanschauung der Agnostiker und befasst sich, wie auch sein Vorgänger, mit kosmischen Themen. Das erste Mal seit ihrem Album Arcane Rain Fell verwenden Draconian auf diesem Werk wieder ihr altes Bandlogo, welches in starker Anlehnung an den Death-Metal verschnörkelt und verspielt ist. Das Albumcover erinnert als eine Hommage an ihr Debüt Where Lovers Mourn. Vorab wurde im Mai ein Lyricvideo zum Song Lustrous Heart veröffentlicht.
Am 26. April 2022 gab die Band bekannt, dass Niklas Nord neu zur Formation hinzustoße und künftig die Gitarre übernehme. Daher wechselt Daniel Arvidsson zum Bass.
Am 3. Mai 2022 gab Draconian bekannt, dass Heike Langhans die Band verlassen werde und die ehemalige Sängerin Lisa Johansson zurück zur Formation kehre. Heike begründet ihren Austritt mit familiären Verpflichtungen und der Arbeit an ihren zwei neuen Bands Light Field Reverie und Remina sowie ihrem Soloprojekt Lorelei. Am 26. Juni 2022 wird im Rahmen des HELLFESTs in Frankreich ein spezielles Konzert gestreamt, bei dem die Band mit beiden Sängerinnen auftreten wird. Außerdem gab Draconian bekannt, dass sie bereits an einem neuen Album arbeite.
Die Rückkehr von Lisa wurde 2023 ausgiebig auf einer gemeinsamen Tour mit der Band Swallow The Sun zelebriert.
Am 27. Februar 2024 gab die Band und ihr Label auf sämtlichen sozialen Medien bekannt, dass Draconian im Oktober und November europaweit im Rahmen ihrer 30th Anniversary Tour insgesamt 17 Konzerte geben werden.

## Diskografie

### Demos
- 1995/1996: Shades of a Lost Moon
- 1997: In Glorious Victory
- 1999: The Closed Eyes of Paradise
- 2000: Frozen Features
- 2002: Dark Oceans We Cry

### Alben
- 2003: Where Lovers Mourn
- 2005: Arcane Rain Fell
- 2006: The Burning Halo
- 2008: Turning Season Within
- 2011: A Rose for the Apocalypse
- 2015: Sovran
- 2020: Under a Godless Veil